# Llista d'ocells de l'Aràbia Saudita
Aquesta llista d'ocells de l'Aràbia Saudita inclou totes les espècies d'ocells trobats a l'Aràbia Saudita: 489, de les quals 15 es troben globalment amenaçades d'extinció i 5 hi foren introduïdes.
Els ocells s'ordenen per famílies i espècies:

## Struthionidae
- Struthio camelus

## Podicipedidae
- Tachybaptus ruficollis
- Podiceps grisegena
- Podiceps cristatus
- Podiceps nigricollis

## Procellariidae
- Bulweria fallax
- Puffinus carneipes
- Puffinus persicus

## Hydrobatidae
- Oceanites oceanicus
- Oceanodroma monorhis

## Phaethontidae
- Phaethon aethereus

## Pelecanidae
- Pelecanus onocrotalus
- Pelecanus rufescens

## Sulidae
- Sula dactylatra
- Sula sula
- Sula leucogaster

## Phalacrocoracidae
- Phalacrocorax carbo
- Phalacrocorax nigrogularis

## Ardeidae
- Ardea cinerea
- Ardea goliath
- Ardea purpurea
- Ardea alba
- Egretta gularis
- Egretta garzetta
- Ardeola ralloides
- Ardeola grayii
- Bubulcus ibis
- Butorides striata
- Nycticorax nycticorax
- Botaurus stellaris

## Scopidae
- Scopus umbretta

## Ciconiidae
- Ciconia nigra
- Ciconia abdimii
- Ciconia ciconia

## Threskiornithidae
- Threskiornis aethiopicus
- Geronticus eremita
- Plegadis falcinellus
- Platalea leucorodia

## Phoenicopteridae
- Phoenicopterus roseus

## Anatidae
- Cygnus olor
- Cygnus columbianus
- Anser albifrons
- Anser anser
- Tadorna ferruginea
- Tadorna tadorna
- Anas penelope
- Anas strepera
- Anas crecca
- Anas platyrhynchos
- Anas acuta
- Anas querquedula
- Anas clypeata
- Marmaronetta angustirostris
- Netta rufina
- Aythya ferina
- Aythya nyroca
- Aythya fuligula
- Mergellus albellus
- Oxyura leucocephala

## Pandionidae
- Pandion haliaetus

## Accipitridae
- Pernis apivorus
- Elanus caeruleus
- Milvus migrans
- Haliaeetus leucoryphus
- Haliaeetus albicilla
- Gypaetus barbatus
- Neophron percnopterus
- Gyps rueppellii
- Gyps fulvus
- Aegypius monachus
- Torgos tracheliotus
- Circaetus gallicus
- Terathopius ecaudatus
- Circus aeruginosus
- Circus cyaneus
- Circus macrourus
- Circus pygargus
- Melierax metabates
- Micronisus gabar
- Accipiter badius
- Accipiter brevipes
- Accipiter nisus
- Accipiter gentilis
- Buteo buteo
- Buteo rufinus
- Aquila clanga
- Aquila rapax
- Aquila nipalensis
- Aquila heliaca
- Aquila chrysaetos
- Aquila verreauxii
- Aquila fasciatus
- Aquila pennatus

## Falconidae
- Falco naumanni
- Falco tinnunculus
- Falco vespertinus
- Falco amurensis
- Falco eleonorae
- Falco concolor
- Falco columbarius
- Falco subbuteo
- Falco biarmicus
- Falco cherrug
- Falco pelegrinoides
- Falco peregrinus

## Phasianidae
- Alectoris chukar
- Alectoris philbyi
- Alectoris melanocephala
- Ammoperdix heyi
- Francolinus francolinus
- Coturnix coturnix
- Coturnix delegorguei

## Numididae
- Numida meleagris

## Turnicidae
- Turnix sylvatica

## Gruidae
- Anthropoides virgo
- Grus grus

## Rallidae
- Rallus aquaticus
- Crex crex
- Porzana parva
- Porzana pusilla
- Porzana porzana
- Porphyrio porphyrio
- Gallinula chloropus
- Fulica atra

## Otididae
- Otis tarda
- Ardeotis arabs
- Chlamydotis undulata
- Chlamydotis macqueenii

## Dromadidae
- Dromas ardeola

## Haematopodidae
- Haematopus ostralegus

## Recurvirostridae
- Himantopus himantopus
- Recurvirostra avosetta

## Burhinidae
- Burhinus oedicnemus
- Burhinus capensis

## Glareolidae
- Cursorius cursor
- Glareola pratincola
- Glareola nordmanni

## Charadriidae
- Vanellus vanellus
- Vanellus spinosus
- Vanellus indicus
- Vanellus gregarius
- Vanellus leucurus
- Pluvialis fulva
- Pluvialis apricaria
- Pluvialis squatarola
- Charadrius hiaticula
- Charadrius dubius
- Charadrius alexandrinus
- Charadrius mongolus
- Charadrius leschenaultii
- Charadrius asiaticus
- Charadrius morinellus

## Scolopacidae
- Scolopax rusticola
- Lymnocryptes minimus
- Gallinago solitaria
- Gallinago stenura
- Gallinago media
- Gallinago gallinago
- Limosa limosa
- Limosa lapponica
- Numenius phaeopus
- Numenius arquata
- Tringa erythropus
- Tringa totanus
- Tringa stagnatilis
- Tringa nebularia
- Tringa ochropus
- Tringa glareola
- Xenus cinereus
- Actitis hypoleucos
- Arenaria interpres
- Calidris tenuirostris
- Calidris canutus
- Calidris alba
- Calidris minuta
- Calidris temminckii
- Calidris subminuta
- Calidris melanotos
- Calidris ferruginea
- Calidris alpina
- Limicola falcinellus
- Tryngites subruficollis
- Philomachus pugnax
- Phalaropus lobatus
- Phalaropus fulicarius

## Stercorariidae
- Stercorarius pomarinus
- Stercorarius parasiticus

## Laridae
- Larus leucophthalmus
- Larus hemprichii
- Larus canus
- Larus argentatus
- Larus fuscus
- Larus heuglini
- Larus cachinnans
- Larus armenicus
- Larus ichthyaetus
- Larus brunnicephalus
- Larus cirrocephalus
- Larus ridibundus
- Larus genei
- Larus melanocephalus
- Larus minutus

## Sternidae
- Sterna nilotica
- Sterna caspia
- Sterna bengalensis
- Sterna sandvicensis
- Sterna bergii
- Sterna dougallii
- Sterna hirundo
- Sterna paradisaea
- Sterna albifrons
- Sterna saundersi
- Sterna repressa
- Sterna anaethetus
- Sterna fuscata
- Chlidonias hybridus
- Chlidonias leucopterus
- Chlidonias niger
- Anous stolidus

## Pteroclidae
- Pterocles alchata
- Pterocles exustus
- Pterocles senegallus
- Pterocles orientalis
- Pterocles coronatus
- Pterocles lichtensteinii

## Columbidae
- Columba livia
- Columba oenas
- Columba palumbus
- Columba arquatrix
- Streptopelia turtur
- Streptopelia lugens
- Streptopelia orientalis
- Streptopelia decaocto
- Streptopelia roseogrisea
- Streptopelia semitorquata
- Streptopelia senegalensis
- Oena capensis
- Treron waalia

## Psittacidae
- Psittacula eupatria
- Psittacula krameri

## Cuculidae
- Clamator jacobinus
- Clamator glandarius
- Cuculus canorus
- Chrysococcyx klaas
- Centropus superciliosus

## Tytonidae
- Tyto alba

## Strigidae
- Otus bakkamoena
- Otus brucei
- Otus senegalensis
- Otus scops
- Bubo bubo
- Bubo ascalaphus
- Bubo africanus
- Strix butleri
- Athene noctua
- Asio otus
- Asio flammeus

## Caprimulgidae
- Caprimulgus europaeus
- Caprimulgus aegyptius
- Caprimulgus nubicus
- Caprimulgus poliocephalus
- Caprimulgus inornatus

## Apodidae
- Cypsiurus parvus
- Tachymarptis melba
- Apus apus
- Apus pallidus
- Apus affinis

## Alcedinidae
- Alcedo atthis
- Halcyon smyrnensis
- Halcyon leucocephala
- Todirhamphus chloris
- Ceryle rudis

## Meropidae
- Merops revoilii
- Merops albicollis
- Merops orientalis
- Merops persicus
- Merops apiaster

## Coraciidae
- Coracias garrulus
- Coracias abyssinica
- Coracias benghalensis

## Upupidae
- Upupa epops

## Bucerotidae
- Tockus nasutus

## Picidae
- Jynx torquilla
- Dendrocopos dorae

## Alaudidae
- Mirafra cantillans
- Eremopterix nigriceps
- Ammomanes cincturus
- Ammomanes deserti
- Alaemon alaudipes
- Ramphocoris clotbey
- Melanocorypha bimaculata
- Calandrella brachydactyla
- Calandrella blanfordi
- Calandrella rufescens
- Eremalauda dunni
- Galerida cristata
- Lullula arborea
- Alauda arvensis
- Alauda gulgula
- Eremophila bilopha

## Hirundinidae
- Riparia riparia
- Riparia paludicola
- Ptyonoprogne rupestris
- Ptyonoprogne fuligula
- Hirundo rustica
- Cecropis daurica
- Delichon urbica

## Motacillidae
- Motacilla alba
- Motacilla citreola
- Motacilla flava
- Motacilla cinerea
- Anthus richardi
- Anthus cinnamomeus
- Anthus campestris
- Anthus similis
- Anthus trivialis
- Anthus hodgsoni
- Anthus pratensis
- Anthus cervinus
- Anthus spinoletta

## Pycnonotidae
- Pycnonotus jocosus
- Pycnonotus xanthopygos
- Pycnonotus leucotis
- Pycnonotus leucogenys
- Pycnonotus cafer

## Hypocoliidae
- Hypocolius ampelinus

## Prunellidae
- Prunella fagani

## Turdidae
- Monticola saxatilis
- Monticola rufocinereus
- Monticola solitarius
- Turdus menachensis
- Turdus torquatus
- Turdus merula
- Turdus ruficollis
- Turdus naumanni
- Turdus pilaris
- Turdus iliacus
- Turdus philomelos
- Turdus viscivorus

## Cisticolidae
- Cisticola juncidis
- Scotocerca inquieta
- Prinia gracilis

## Sylviidae
- Locustella naevia
- Locustella fluviatilis
- Locustella luscinioides
- Acrocephalus melanopogon
- Acrocephalus schoenobaenus
- Acrocephalus scirpaceus
- Acrocephalus baeticatus
- Acrocephalus palustris
- Acrocephalus arundinaceus
- Acrocephalus stentoreus
- Acrocephalus griseldis
- Hippolais caligata
- Hippolais rama
- Hippolais pallida
- Hippolais languida
- Hippolais olivetorum
- Hippolais icterina
- Phylloscopus umbrovirens
- Phylloscopus trochilus
- Phylloscopus collybita
- Phylloscopus neglectus
- Phylloscopus bonelli
- Phylloscopus orientalis
- Phylloscopus sibilatrix
- Phylloscopus fuscatus
- Phylloscopus inornatus
- Phylloscopus borealis
- Phylloscopus trochiloides
- Sylvia buryi
- Sylvia atricapilla
- Sylvia borin
- Sylvia communis
- Sylvia curruca
- Sylvia minula
- Sylvia deserti
- Sylvia nisoria
- Sylvia crassirostris
- Sylvia leucomelaena
- Sylvia rueppelli
- Sylvia cantillans
- Sylvia melanocephala
- Sylvia melanothorax
- Sylvia mystacea

## Muscicapidae
- Muscicapa striata
- Muscicapa gambagae
- Ficedula albicollis
- Ficedula semitorquata
- Ficedula parva
- Erithacus rubecula
- Luscinia luscinia
- Luscinia megarhynchos
- Luscinia svecica
- Irania gutturalis
- Cercotrichas galactotes
- Cercotrichas podobe
- Phoenicurus erythronota
- Phoenicurus ochruros
- Phoenicurus phoenicurus
- Phoenicurus erythrogaster
- Saxicola maura
- Saxicola rubetra
- Saxicola rubicola
- Saxicola caprata
- Oenanthe leucopyga
- Oenanthe monacha
- Oenanthe oenanthe
- Oenanthe lugens
- Oenanthe finschii
- Oenanthe moesta
- Oenanthe pleschanka
- Oenanthe cypriaca
- Oenanthe hispanica
- Oenanthe xanthoprymna
- Oenanthe deserti
- Oenanthe isabellina
- Oenanthe bottae
- Cercomela melanura

## Monarchidae
- Terpsiphone viridis

## Timaliidae
- Turdoides squamiceps

## Remizidae
- Remiz pendulinus

## Nectariniidae
- Hedydipna metallica
- Cinnyris oseus
- Cinnyris habessinicus

## Zosteropidae
- Zosterops abyssinicus

## Oriolidae
- Oriolus oriolus

## Laniidae
- Lanius collurio
- Lanius isabellinus
- Lanius cristatus
- Lanius meridionalis
- Lanius minor
- Lanius nubicus
- Lanius senator

## Malaconotidae
- Tchagra senegala

## Corvidae
- Pica pica
- Pyrrhocorax pyrrhocorax
- Corvus monedula
- Corvus splendens
- Corvus frugilegus
- Corvus corone
- Corvus ruficollis
- Corvus rhipidurus

## Sturnidae
- Acridotheres tristis
- Pastor roseus
- Sturnus vulgaris
- Cinnyricinclus leucogaster
- Onychognathus tristramii

## Ploceidae
- Ploceus galbula

## Estrildidae
- Estrilda rufibarba
- Amandava amandava
- Sporaeginthus subflavus
- Euodice cantans
- Euodice malabarica

## Emberizidae
- Emberiza leucocephalos
- Emberiza cineracea
- Emberiza hortulana
- Emberiza caesia
- Emberiza striolata
- Emberiza tahapisi
- Emberiza pusilla
- Emberiza rustica
- Emberiza aureola
- Emberiza melanocephala
- Emberiza bruniceps
- Emberiza schoeniclus
- Emberiza calandra

## Fringillidae
- Fringilla coelebs
- Fringilla montifringilla
- Rhynchostruthus socotranus
- Carpodacus erythrinus
- Carpodacus synoicus
- Carduelis chloris
- Carduelis spinus
- Carduelis carduelis
- Carduelis cannabina
- Carduelis yemenensis
- Serinus rothschildi
- Serinus menachensis
- Bucanetes githaginea
- Rhodospiza obsoleta

## Passeridae
- Passer domesticus
- Passer hispaniolensis
- Passer moabiticus
- Passer euchlorus
- Petronia xanthocollis
- Petronia dentata
- Carpospiza brachydactyla[1]